# Famille von Rechenberg (Saxe-Silésie)
Ne doit pas être confondu avec Famille von Rechenberg (Franconie).
La famille von Rechenberg est une famille de la noblesse de Misnie dont la maison ancestrale est le château de Rechenberg (de), dans les monts Métallifères orientaux (de), qui y est mentionné pour la première fois en 1286. Dès 1290, elle est également mentionnée dans le duché bas-silésien de Glogau, où elle acquiert de vastes propriétés au XIVe siècle. Il existerait une relation tribale avec les von Haugwitz, qui portent les mêmes armoiries.
La famille ne doit pas être confondue avec les seigneurs franconiens du même nom von Rechenberg, avec lesquels il n'y a aucune preuve d'un lien agnatique.

## Histoire

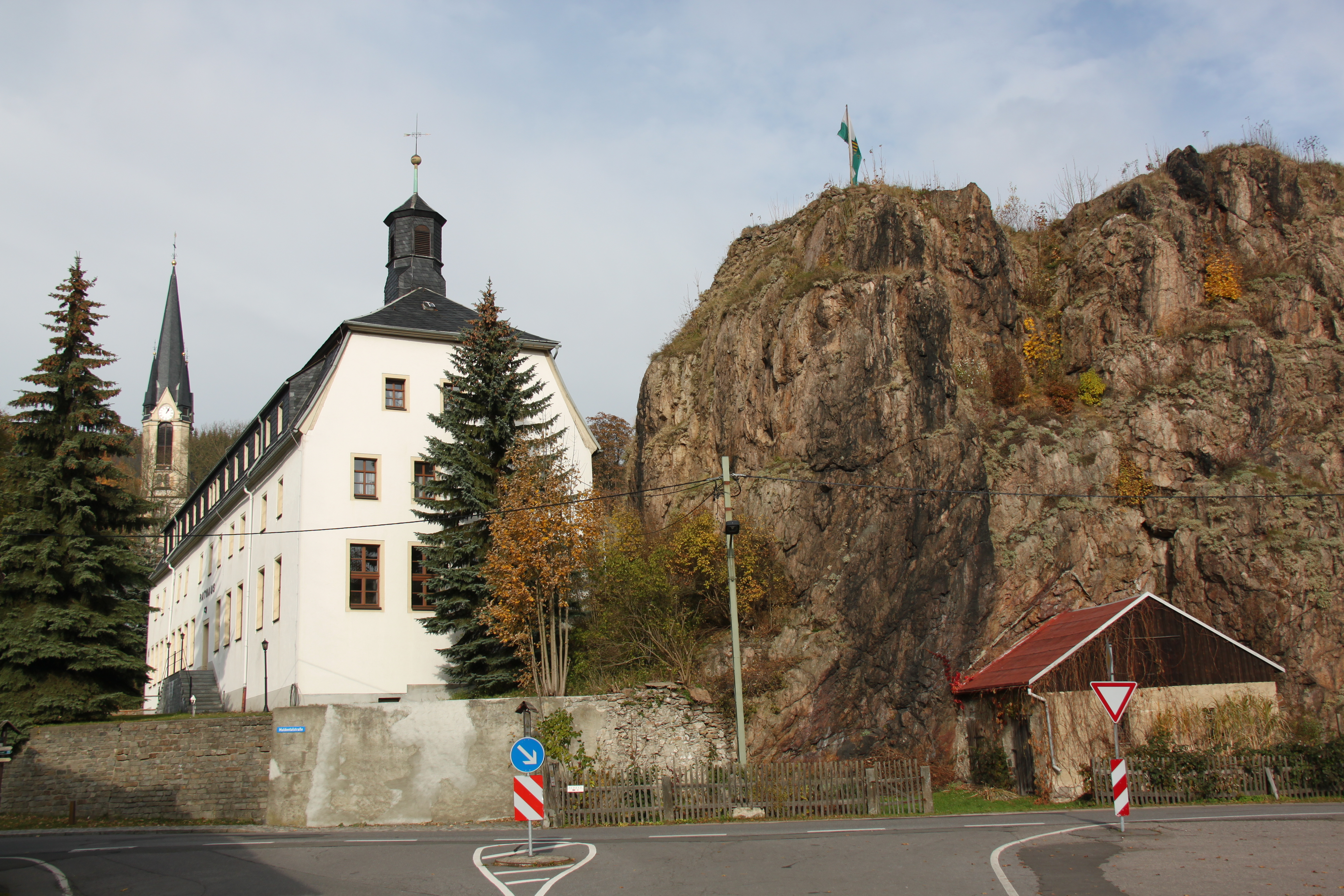
Rechenberg avec l'éperon rocheux du château de Rechenberg

En 1270, la famille Rechenberg apparaît pour la première fois dans un document avec Apitz de Rechenberg. Le château ancestral de la famille se trouve à Rechenberg dans les Monts Métallifères, où les Rechenberg sont des ministériels des Hrabischitz (de) (propriétaires du domaine de Riesenburg (de)), sur un château frontalier contre les Wettins. Ils prennent le nom de ce château ; la partie du mot Rechen provient très probablement du symbole héraldique du râteau à foin des Hrabischitz. La lignée de la famille commence avec Heinrich von Rechenberg, qui apparaît dans des documents saxons en 1286 et 1290. On le retrouve, avec son fils Gelferad Ier, comme homme de main du margrave Frédéric Ier de Misnie au château de Rochlitz. En 1389, les Wettin acquièrent la seigneurie de Riesenburg avec le château de Rechenberg auprès des Hrabischitz.
À partir de 1290 environ, la famille participe à l'aménagement des terres du duché silésien de Glogau dans le cadre de la colonisation orientale allemande. C'est cette année-là que l'on retrouve pour la première fois un Heinrich von Rechenberg dans cette région. Au XIVe siècle, la famille acquiert de grands domaines dans le nord de la Basse-Silésie comprenant plus de 30 villages et six petites villes, dont Windischborau près de Neustädtl. À partir de 1331/35, le duché de Glogau appartient aux terres de la couronne de Bohême des rois du Luxembourg, lorsque les Piasts de Silésie (de) deviennent leurs vassaux. Au XIVe siècle, les locataires allemands construisent encore principalement des châteaux à tours, par exemple, les Rakberg construisent la motte de Dittersbach près de Herzogswaldau ou achètent la motte ducale de Glogau castellan à Polnisch Tarnau, qu'ils conservent jusqu'à la fin du XVIe siècle. Ils sont temporairement propriétaires du château de Panthenau (de) jusqu'au début du XVIIe siècle.
En 1391, le château de Klitschdorf (de) avec Wehrau deviennent la propriété de la famille et le reste pendant près de 300 ans, à peu près au même moment où Primkenau devient également la propriété. En 1426, Caspar von Rechenberg est nommé capitaine pour protéger la ville d'Aussig contre les Hussites. Caspar von Rechenberg est gouverneur de la principauté de Sagan de 1458 à 1499. En 1468, la ville de Schlawa devient la propriété de la famille von Rechenberg et à partir de 1506 elle appartient au royaume de Bohême. Après le soulèvement des domaines de Bohême (1618) et la bataille de la Montagne-Blanche, les propriétés des bergers de Schlawa sont confisquées. Deutsch Wartenberg, entré en possession de la famille en 1516, déclenche à partir de 1610 un conflit successoral de plusieurs décennies avec Hans Ernst baron von und zu Sprinzenstein (de), colonel impérial et président de chambre, que ce dernier, en tant que catholique, remporte contre le protestant Rechenberg.
Ernst von Rechenberg est conseiller impérial et gouverneur de Haute-Lusace en 1556. En Haute-Lusace, la famille acquiert Lodenau, Rothenburg et Cunnersdorf. Melchior von Rechenberg (de) est gouverneur du comté de Glatz de 1589 à 1601.
Hans von Rechenberg, chef mercenaire au service du roi jagellon polonais Jean Ier et de ses successeurs, est élevé au rang de baron impérial en 1534. En 1611, la lignée basée à Schlawa avec Melchior von Rechenberg (de) reçoit le titre de baron de Bohême avec l'ajout de Klitschdorf (de) et Primkenau. En 1703, Leopold Friedrich baron von Rechenberg auf Pläswitz, Zückelnick et Johnsdorf dans le duché de Schweidnitz-Jauer, trésorier du kk et vice-président de la chambre de Silésie, reçoit le titre de comte.
Johann Georg von Rechenberg (de) auf Cunnersdorf, Haute-Lusace, est maréchal en chef à partir de 1656 et premier ministre de l'électeur Jean-Georges II à partir de 1658. Ulrich Maximilian von Rechenberg achète le château de Podelwitz (de) en 1691 et le fait si largement rénové et décoré de stuc qu'il est contraint de le revendre trois ans plus tard.

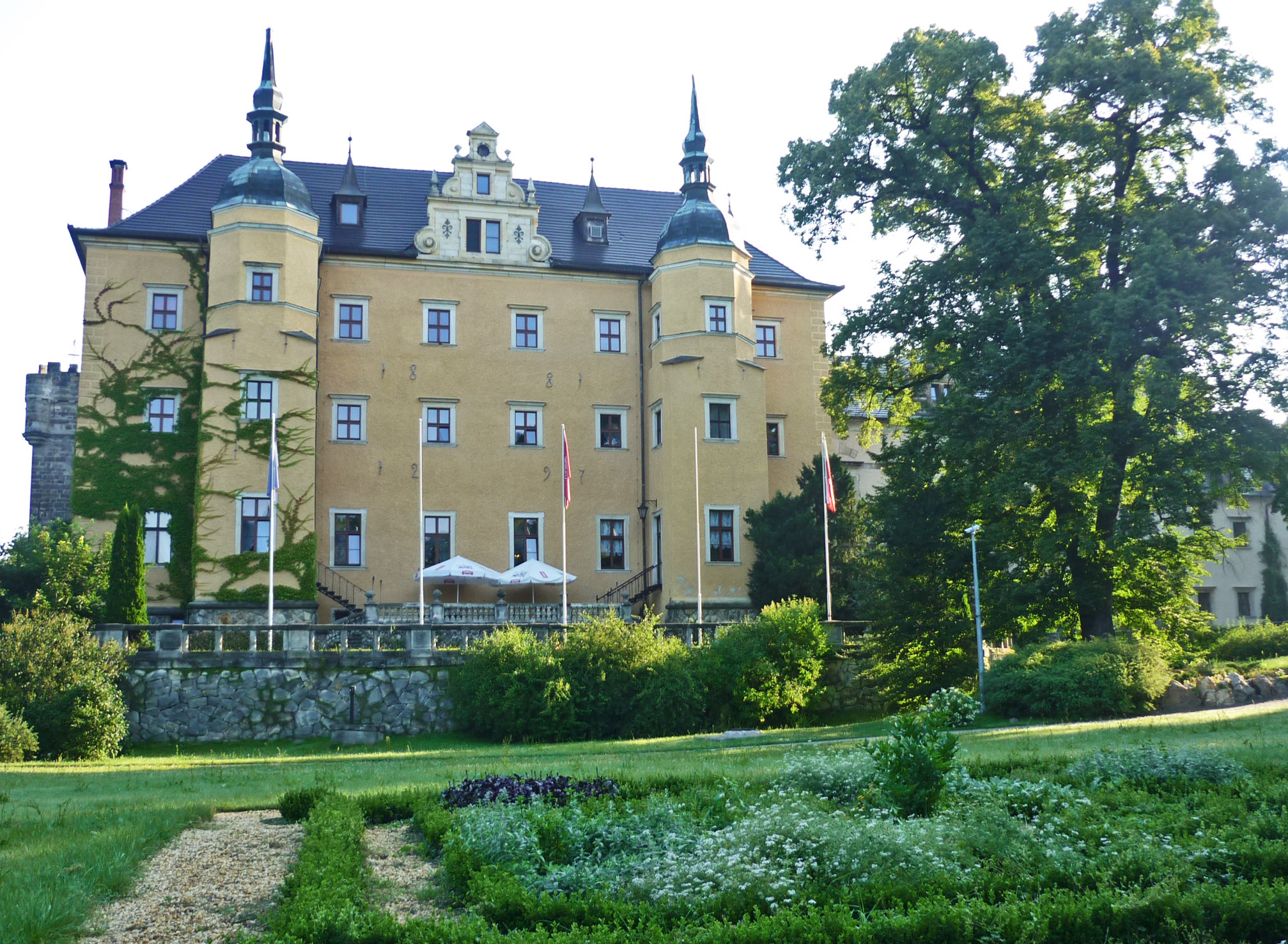
Klitschdorf (de)
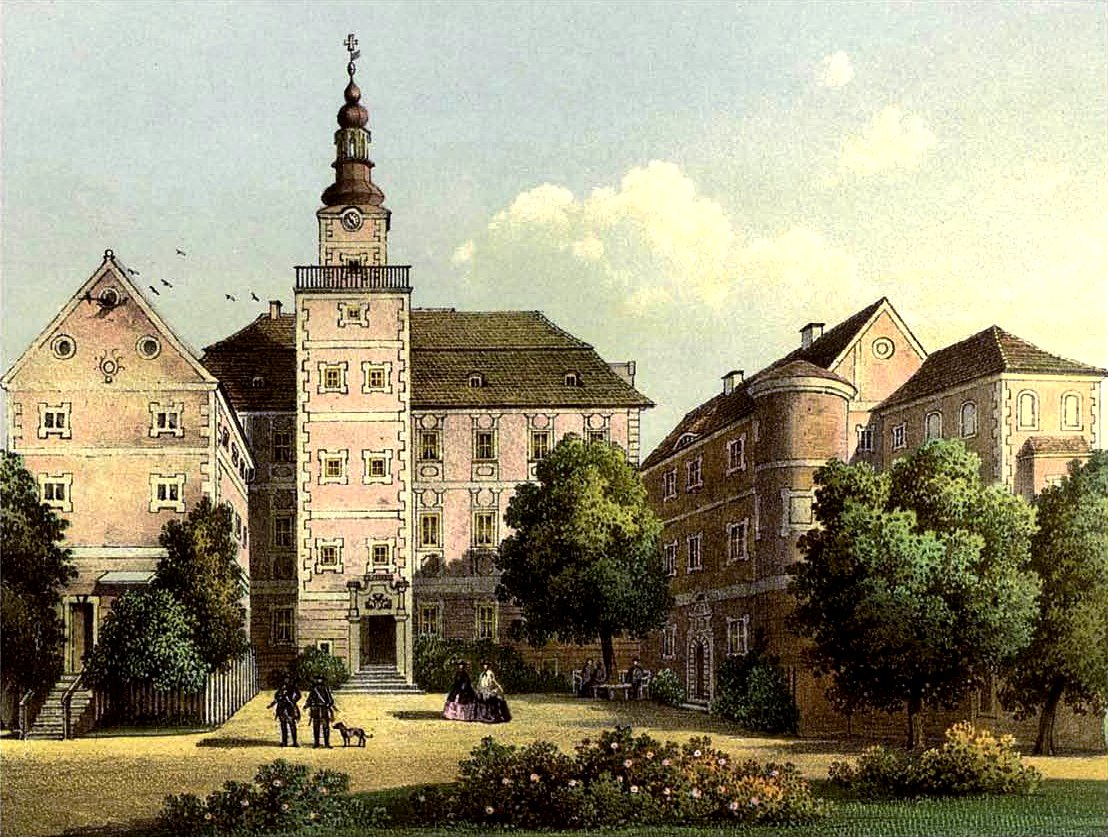
Château de Pläswitz (de)
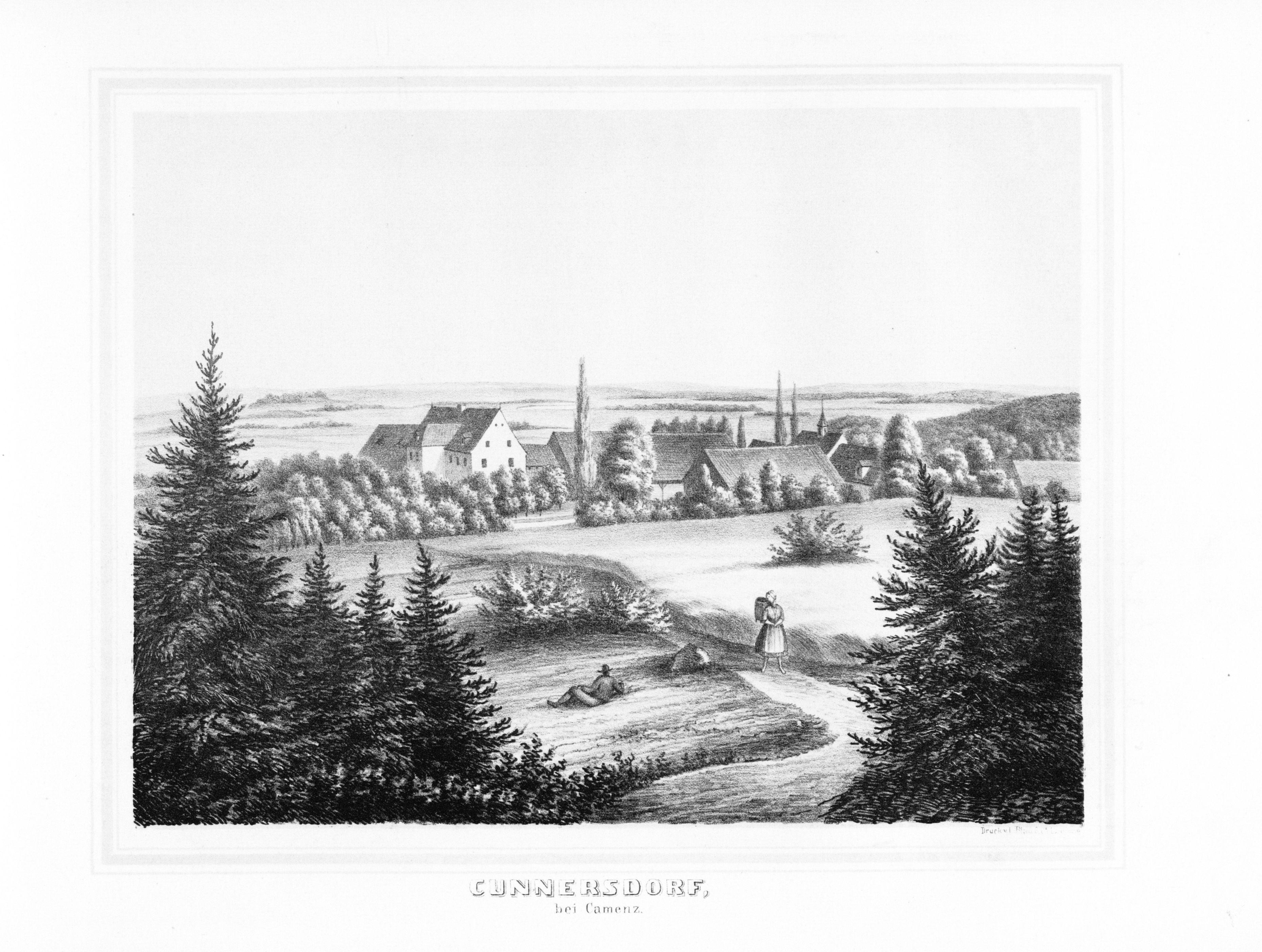
Cunnersdorf

Après la perte des possessions silésiennes aux XVIIe et XVIIIe siècles, les membres de la famille Rechenberg vivent d'abord dans le royaume de Saxe. Depuis le début du XXe siècle, ils vivent répartis en Allemagne, en France, aux États-Unis, en Australie et avec une branche propre en Suisse.

## Héraldique

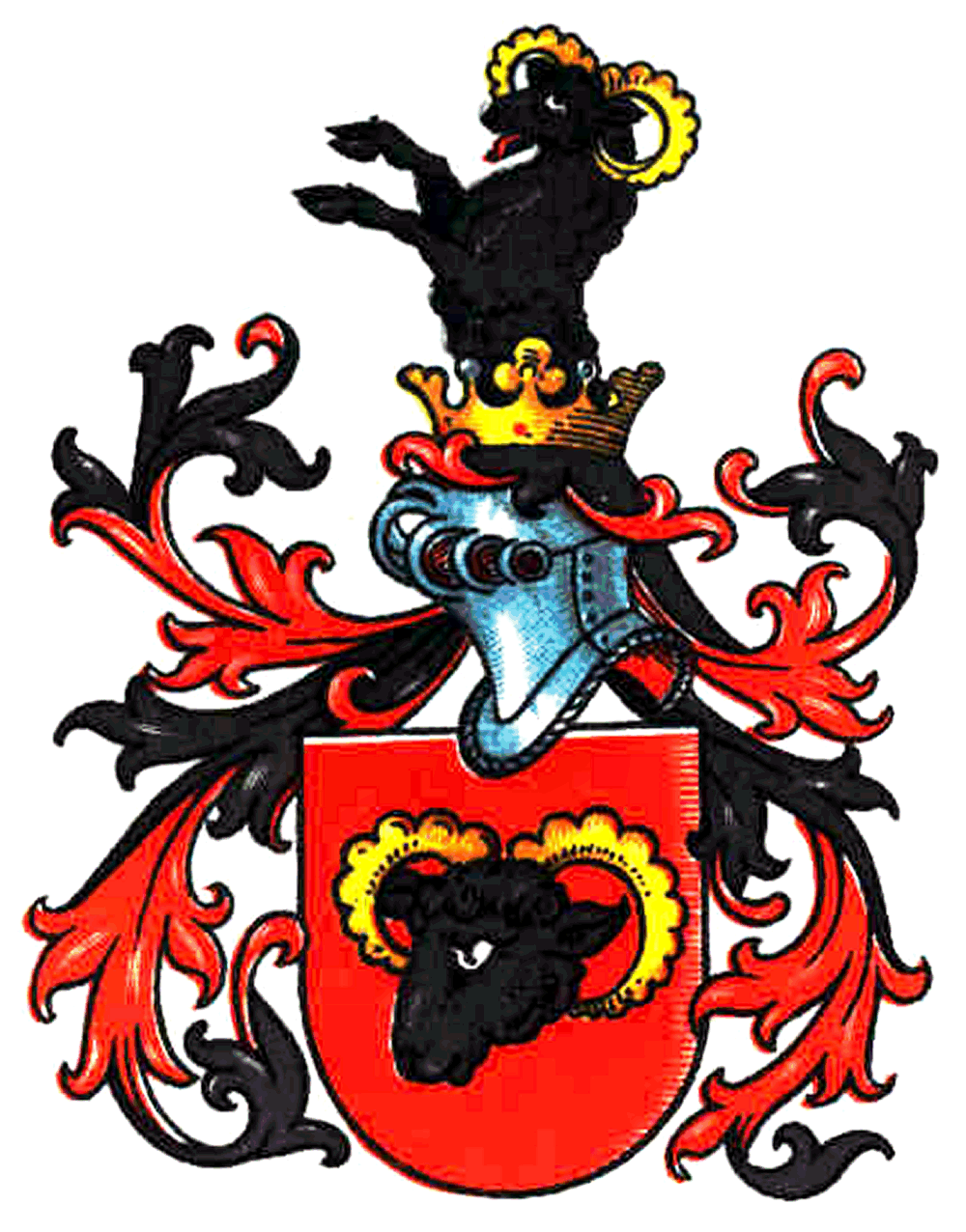
Armoiries de la famille von Rechenberg

Une tête de bélier noire en rouge. Un bélier en pleine croissance sur le casque. Lié à la famille silésienne Haugwitz en termes d'armoiries et de tribu. Les barons ont un blason élargi : un écu écartelé de rouge et d'or. Dans les champs 1 et 4 les armoiries de la famille. Dans les champs 2 et 3, un aigle couronné sortant de la division. Deux casques avec le bélier, tous deux tournés vers l'extérieur. Tous deux ont trois plumes d'autruche rouge-or-rouge sur la tête. Les couvre-casques sont rouges et noirs à droite, dorés et noirs à gauche.

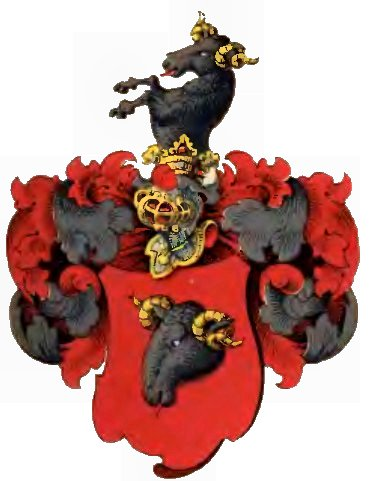
Armoiries des von Rechenberg silésiens
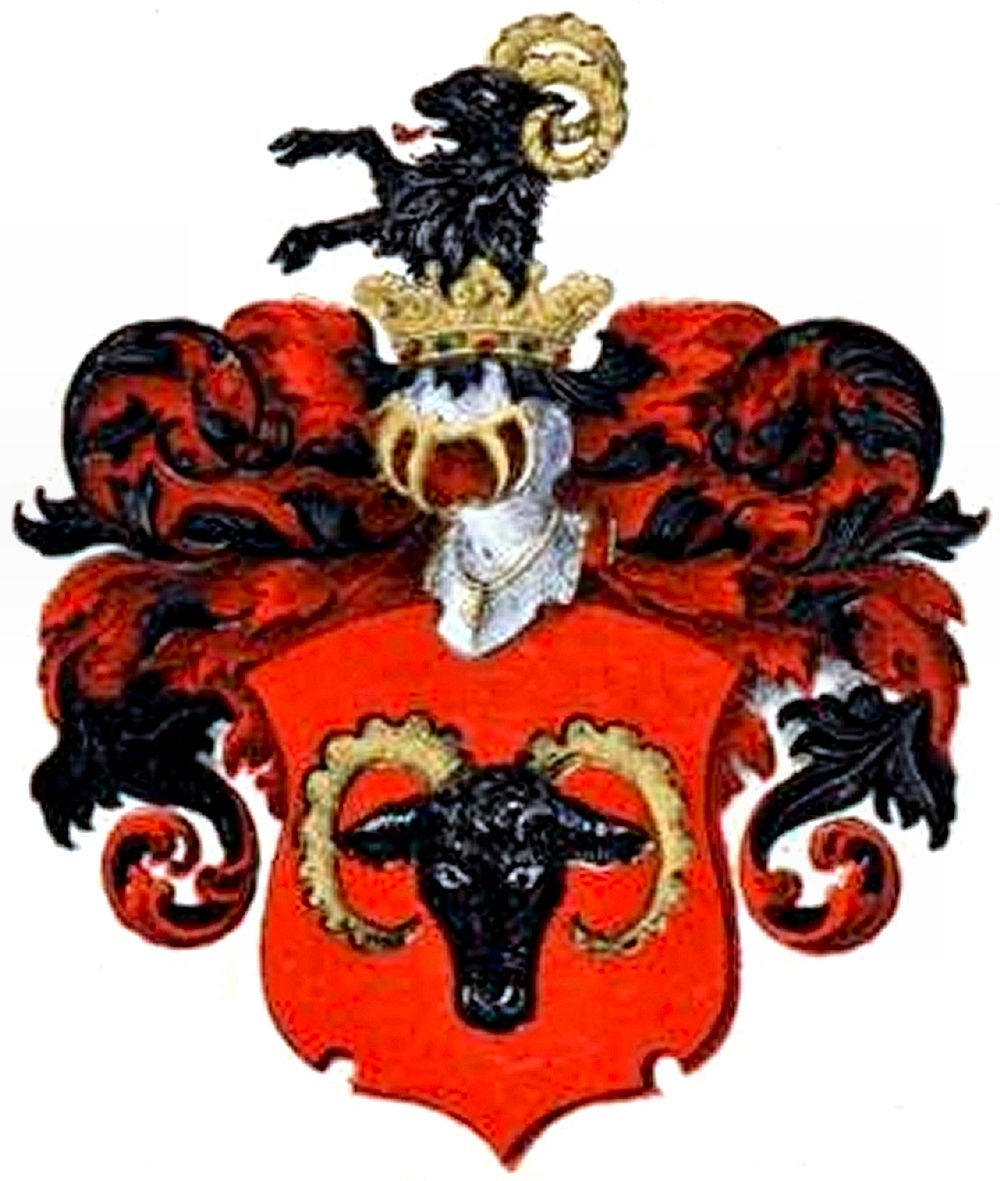
Armoires de la famille von Rechenberg dans le Baltisches Wappenbuch (de)

## Personnalités
- Melchior von Rechenberg (de), gouverneur du comté de Glatz de 1589 à 1601
- Johann Georg von Rechenberg (de) (1610-1664), maréchal de la cour saxonne, conseiller privé et chambellan en chef
- Carl Georg Friedrich von Rechenberg (de) (1785-1854), administrateur de l'arrondissement de Liebenwerda (de), conseiller du gouvernement privé prussien
- Georg von Rechenberg (de) (1846-1920), lieutenant général prussien
- Albrecht von Rechenberg (1861-1935), gouverneur de l'Afrique orientale allemande, consul général à Varsovie et homme politique (Zentrum), député du Reichstag
- Freda von Rechenberg (de) (1869-1962), député (DNVP)
- Friedrich Georg von Rechenberg (de) (1891-1966), écrivain allemand (pseudonyme Friedrich von Schlawa)
- Hans Albrecht von Rechenberg (de) (1892-1953), homme politique allemand (FDP)